# Waterloo Ambiorix Sport Handball
Pour les articles homonymes, voir Waterloo (homonymie) et ASH.
Maillots
Le Waterloo Aambiorix Sport Handball, abrégé en Waterloo ASH ou WASH, est un club belge de handball, situé à Waterloo. Anciennement dénommé Cercle Athlétique de Schaerbeek puis Cercle de Handball de Schaerbeek, le club déménage en 1985 à Waterloo.
Porteur du matricule 22, le club remporte le titre de Champion de Belgique lors de la saison 1965-1966 à l'issue de l'affaire Schaerbeek-Flémalle.
Le WASH est affilié à la LFH et évolue en Promotion Brabant-Hainaut (4e niveau) pour la saison 2022-2023.

## HISTOIRE
La section Handball du Cercle Athlétique de Schaerbeek voit le jour en 1952. Deux ans plus tard, le club prend le nom de Cercle de Handball de Schaerbeek..Il devient champion de Belgique de Division 1 en 1965-1966.Après un déménagement de deux ans à Vilvorde, pour des problèmes de salle, il revient à Schaerbeek et fusionne avec le Handball Club Ambiorix, pour former le Crossing Ambiorix Handball.
Le club subsiste en division 3 nationale pendant quelques années et puis descend en Promotion. Les problèmes de salle se posant à nouveau, le club déménage en 1985 à Waterloo pour devenir le WATERLOO AMBIORIX SPORT HANDBALL, dit W.A.S.H.
Actuellement, le Waterloo ASH évolue en Promotion Brabant-Hainaut.

## MAILLOT
- DIVISION 1 LFH Dames : Vert et Noir
- PROMOTION Brabant/Hainaut Messieurs : Vert et Noir
- U18 LFH (Cadets) : Vert et Noir
- G16 Brabant/Hainaut (Minimes) : Vert et Noir
- G14 Brabant/Hainaut (Préminimes) : Vert et Noir